# Andreas Hviid
 Ikke at forveksle med Andreas Christian Hviid.
Andreas Hviid (født 1980) er en dansk skuespiller, der som 12-årig i 1992 spillede rollen som Gavroche i musicalen Les Misérables på Østre Gasværk. Han spillede senere rollen som Jim Hawkins i "Skatteøen" på Folketeatret, og lagde stemme til figuren den unge løve Simba i tegnefilmen Løvernes Konge fra 1994. Han har også medvirket i "Den lille havfrue" som fisken Tumle og i "Jern-Henrik" som Jern-Henrik, og han lagde stemme til Svend i Toy story.